# روبرت ليستير (لاعب كرة قدم أمريكية)
روبرت ليستير (بالإنجليزية: Robert Lester)‏ هو لاعب كرة قدم أمريكية أمريكي، ولد في 30 أبريل 1988 في فولي في الولايات المتحدة.

## وصلات خارجية
- روبرت ليستير على موقع مرجع كرة القدم المحترفة.كوم (الإنجليزية)